# Grace Tame
Grace Tame (nascida em 1994-1995) é uma ativista australiana que luta pelas vítimas de abuso sexual. Tame foi considerada a Australiana do Ano em 25 de janeiro de 2021.

## Abuso e consequências
Tames era bolsista na St Michael Collegiate School em Hobart, Tasmânia, Austrália, e tinha sido diagnosticada com anorexia nervosa aos dez anos. Ela foi seduzida e depois sofreu repetidos abusos sexuais pelo seu professor de 58 anos. Embora tenha sido descoberto que a escola teve múltiplas oportunidades para interferir, o abuso só parou quando Tame denunciou o abusador. Ele foi preso e condenado pelo delito de “manter um relacionamento sexual com alguém de idade inferior a 17 anos”, um crime. Tame argumentou que isto deveria ser reescrito, como em outras jurisdições, devido ao uso enganoso da palavra “relacionamento” para “abuso”. Ao sentenciar o abusador, a juíza Helen Wood disse que Tame “era particularmente vulnerável devido ao seu estado mental” e que o seu abusador “sabia que sua condição psicológica era precária” e que tinha “traído a confiança dos pais da criança e da escola de uma forma absolutamente ostensiva”.
Em 2017, a comentarista Bettina Arndt foi criticada por conduzir uma entrevista de 17 minutos com o agressor de Tame, que tinha sido condenado por ataque sexual e por possuir pornografia infantil. Ele foi preso em sequência de novo, por produzir material de exploração de crianças e por gabar-se de que o abuso sexual de Tame tinha sido “incrível”. Durante a entrevista, Arndt riu e se referiu ao “comportamento sexualmente provocativo de meninas estudantes”. Tame criticou Arndt por apoiar seu atacante, e a acusou de “banalizar” e “minimizar” o crime dele, dizendo: “A entrevista não é perturbadora apenas por fornecer uma plataforma para um pedófilo. Não é uma entrevista verdadeira.” Arndt foi criticada por não procurar Tame para conhecer o seu lado da história, e chamou a atenção da polícia por ter incluído o nome e foto dela sem consentimento.

## Advocacia
Na Tasmânia, a Lei sobre a Prova proibia desde 2001 a publicação de informação identificando vítimas de ataque sexual. Na prática, isto impedia Tame e outras vítimas de falar publicamente sobre suas experiências, mesmo quando o seu abusador se gabava pelos seus crimes nas redes sociais. O caso de Tame levou a jornalista e também vítima de ataque sexual Nina Funnell a trabalhar junto com Tame para criar uma campanha chamada #LetHerSpeak (“Deixem Ela Falar”), em parceria com Marque Lawyers e o movimento End Rape on Campus (“Parem com os Estupros nos Campus”) da Austrália, buscando mudar esta lei e uma similar no Território do Norte. A campanha atraiu apoio global de celebridades, incluindo Alyssa Milano, Tara Moss e John Cleese, bem como de líderes do Movimento Me Too. Em agosto de 2019, Tame falou pela primeira vez, depois que a campanha obteve uma ordem judicial a seu favor através da Corte Suprema da Tasmânia,  concedendo-lhe uma isenção para a lei da mordaça. Ela foi a primeira mulher vítima de ataque sexual na Tasmânia a ganhar uma ordem judicial para falar sobre a sua experiência.
Em outubro de 2019, em resposta ao movimento #LetHerSpeak conduzido por Funnell e com a participação de Tame, a Procuradora-Geral da Tasmânia, Elise Archer, anunciou que a legislação seria alterada para permitir que vítimas de ataques sexuais falassem publicamente. Archer também anunciou mudanças planejadas nos registros dos crimes, indicando que “a palavra ‘relacionamento’ tem conotações de ‘consentimento’.” Em abril de 2020, a lei foi alterada para permitir que as vítimas tasmanianas falassem.
Tame passou a advogar para outros, focando em ajudar as pessoas a entender como a sedução e a manipulação psicológica funcionam e quebrando os estigmas associados ao ataque sexual. Ela trabalhou com o Esquadrão de Tráfico de pessoas de Los Angeles para ajudá-los a entender como a sedução trabalha. Ela defende a educação como meio de prevenção primária do abuso sexual infantil, em vez de se focar nas respostas, que podem “alimentar a crença inconsciente de que o abuso sexual infantil é um fato da vida que temos que aceitar em nossa sociedade”. Ela quer erradicar a culpabilização da vítima e normalizar a fala, e diz que é necessária maior consistência entre as leis federais e estaduais na Austrália.

## Premiações
Em outubro de 2020, Tame foi apontada como Tasmaniana do Ano 2021, dez anos depois do ataque que recebeu. Ela disse “Eu posso estar enganada, mas não acho que a vítima de um estupro foi alguma vez premiada desta forma, e isso é grande.” “É muito empoderador para uma comunidade reconhecer e normalizar o ato de falar. Não há vergonha em ser vítima. A vergonha está nos predadores, nos cometedores desses crimes.”
Na véspera do Dia da Austrália de 2021, ela foi apontada Australiana do Ano. O painel dizia “Grace demonstrou extraordinária coragem, usando sua voz para empurrar a reforma legal e elevar o entendimento público sobre os impactos da violência sexual.” Ela é o primeiro tasmaniano a receber o prêmio e a primeira vítima pública de ataque sexual. Ao receber o prêmio, ela disse “Todas as vítimas de abuso sexual, isto é para nós... Quando nós compartilhamos, nós nos curamos. Juntos nós podemos acabar com o abuso sexual infantil. Eu me lembro dele dizendo ‘Não faça um som’. Bem, ouça-me agora, usando minha voz em meio a um coro de vozes que não silenciarão.” Seu discurso foi elogiado como “poderoso” e “extraordinário”.

## Vida pessoal
Tame completou 12 anos em uma escola diferente na Austrália, antes de se mudar para os Estados Unidos, onde se graduou no Santa Barbara City College em artes teatrais e artes liberais. Ela é uma artista e seus clientes incluíram John Cleese. Tame se casou com o ator americano Spencer Breslin em 2017. Seu atual parceiro é o tasmaniano Max Heerey.